# Trichipochira
Trichipochira är ett släkte av skalbaggar. Trichipochira ingår i familjen långhorningar.
Kladogram enligt Catalogue of Life:
| Trichipochira | \| \| Trichipochira aruensis \| \| \| \| \| \| Trichipochira batchianensis \| \| \| \| |
|               | \| \| Trichipochira aruensis \| \| \| \| \| \| Trichipochira batchianensis \| \| \| \| |
|               | Trichipochira aruensis                                                                 |
|               |                                                                                        |
|               | Trichipochira batchianensis                                                            |
|               |                                                                                        |